# Grand Prix du Morbihan

Rutten för GP du Morbihan 2024. Samma rutt användes även 2023, men herrarna körde då ett varv mindre på den lilla varvbanan.

Grand Prix du Morbihan, till och med 1988 kallat Grand Prix de Plumelec, från 1990 till 2004 À travers le Morbihan och från 2006 till 2019 Grand Prix de Plumelec-Morbihan, är ett franskt endagslopp i landsvägscykling som körs i departementet Morbihan (i regionen Bretagne) sedan 1974. Det ingick i UCI Europe Tour från starten av denna 2005 (klassificerat som 1.1) och när UCI ProSeries skapades 2020 överfördes loppet dit (1.Pro). Utöver placeringarna i själva loppet finns också en poängtävling (tre inlagda spurter som ger 4, 2 respektive 1 poäng till de tre första), en bergspristävling (tre backar som ger 4, 2 respektive 1 poäng till de tre första över krönet) samt en lagtävling.. Därutöver utses den mest angreppsivrige deltagaren (Le plus combatif).
Sedan 2011 körs ett damlopp, Grand Prix du Morbihan Féminin (till och med 2019 Grand Prix de Plumelec-Morbihan Dames), i samband med herrarnas lopp. 2014 inkluderades damloppet i UCI:s kalender klassificerat som 1.2 och året därpå uppgraderades det till 1.1.
2015 infördes ännu ett damlopp dagen före kallat La Classique Morbihan och även detta är ett UCI-lopp kategoriserat som 1.1. Såväl 2017 som 2018 vann sydafrikanska Ashleigh Moolman båda loppen!
I båda damloppen ingår också (i vardera för sig) en lagtävling och den mest angreppsivrige deltagaren erhåller också ett "kombativitetspris", men inga spurt- eller bergspriser ingår.
Det finns också en juniortävling sedan 2004, Tour de Morbihan Juniors. Denna körs dock i september.
Loppet skall inte blandas samman med Circuit/Tour du Morbihan.

## "Arrangemang"
Den exakta rutten och var start och mål legat de olika åren som loppen körts har varierat, men "strukturen" hos hela arrangemanget har i stort sett varit densamma (sedan 2015 då La Classique Morbihan tillkom) och kan exemplifieras av 2024 års upplaga. Då kördes La Classique (151 startande fördelade på 29 lag om sex deltagare, några lag med fyra eller fem) på fredagen den 3 maj och inleddes med en 93,5 km lång slinga från Josselin och tillbaka, där loppet sedan avslutades med fyra varv på en 5,3 km lång varvbana (totalt 114,7 km).
Dagen därpå kördes först damernas GP (155 deltagare, 29 lag) på förmiddagen som tre varv på en 13,7 km lång varvbana (blå+violett i kartan till höger) vilket följdes av sju varv på en "avkortad" bana (röd+violett) som var 7,8 km lång (totalt 95,7 km). Båda varvbanorna utgick från start-/mållinjen (schackrutig cirkel i kartan) i Plumelec. På eftermiddagen kördes herrarnas GP (130 startande, sexton sjumannalag plus tre lag med bara sex) som inleddes av en "transportsträcka" (grön - drygt halva sträckan ligger utanför kartan) på 65,5 km från Josselin till Plumelec där det sedan först kördes fem varv på den längre banan innan loppet avslutades med åtta varv på den kortare (totalt 176,9 km). Under lördagen passerades mållinjen således först tio gånger av damerna (som dessutom också startade där) och sedan fjorton gånger av herrarna.

## Podieplaceringar
Tävlingarna ställdes in 2020 på grund av Coronapandemin.

### Herrar
| 1979 |

| 1989 |

| 2005 |

### Damer
Grand Prix
| År                                    | Vinnare                | Tvåa                      | Trea                |          |
| ------------------------------------- | ---------------------- | ------------------------- | ------------------- | -------- |
| Grand Prix de Plumelec-Morbihan Dames |                        |                           |                     |          |
| 2011                                  | Julie Beveridge        | Siobhan Dervan            | Karol-Ann Canuel    |          |
| 2012                                  | Audrey Cordon          | Aude Biannic              | Marion Rousse       |          |
| 2013                                  | Emmanuelle Merlot      | Karol-Ann Canuel          | Mélodie Lesueur     |          |
| 2014                                  | Audrey Cordon          | Elisa Longo Borghini      | Charlotte Bravard   |          |
| 2015                                  | Sheyla Gutiérrez       | Sandrine Bideau           | Mayuko Hagiwara     |          |
| 2016                                  | Rachel Neylan          | Christine Majerus         | Élise Delzenne      |          |
| 2017                                  | Ashleigh Moolman-Pasio | Alena Amjaljusik          | Shara Gillow        |          |
| 2018                                  | Ashleigh Moolman-Pasio | Małgorzata Jasińska       | Ane Santesteban     |          |
| 2019                                  | Cecilie Uttrup Ludwig  | Margarita Victoria García | Sheyla Gutiérrez    |          |
| 2020                                  | inställt               | inställt                  | inställt            | inställt |
| Grand Prix de Morbihan Féminin        |                        |                           |                     |          |
| 2021                                  | Chiara Consonni        | Charlotte Kool            | Silvia Zanardi      |          |
| 2022                                  | Ally Wollaston         | Vittoria Guazzini         | Grace Brown         |          |
| 2023                                  | Grace Brown            | Cédrine Kerbaol           | Dominika Włodarczyk |          |
| 2024                                  | Silvia Persico         | Victoire Berteau          | Marta Lach          |          |
| 2025                                  | Eleonora Gasparrini    | Elise Chabbey             | Ségolène Thomas     |          |

La Classique Morbihan
| År   | Vinnare                | Tvåa             | Trea                   |          |
| ---- | ---------------------- | ---------------- | ---------------------- | -------- |
| 2015 | Chloe Hosking          | Pascale Jeuland  | Eider Merino           |          |
| 2016 | Christine Majerus      | Élise Delzenne   | Amélie Rivat           |          |
| 2017 | Ashleigh Moolman-Pasio | Alena Amjaljusik | Cecilie Uttrup Ludwig  |          |
| 2018 | Ashleigh Moolman-Pasio | Rasa Leleivytė   | Alicia González Blanco |          |
| 2019 | Christine Majerus      | Sofie De Vuyst   | Tatiana Guderzo        |          |
| 2020 | inställt               | inställt         | inställt               | inställt |
| 2021 | Sofia Bertizzolo       | Valentine Fortin | Chiara Consonni        |          |
| 2022 | Antri Christoforou     | Coralie Demay    | Femke Markus           |          |
| 2023 | Gaia Masetti           | Alessia Vigilia  | Sofia Bertizzolo       |          |
| 2024 | Eleonora Gasparrini    | Marta Lach       | Jade Wiel              |          |
| 2025 | Eline Jansen           | Amber Kraak      | Giada Borghesi         |          |